# Конвой M-22
Конвой M-22 — японський конвой часів Другої світової війни, проведення якого відбувалось у червні 1944-го.
M-22 належав до серії конвоїв, які в 1943—1944 роках ходили між розташованим на північному сході Нідерландської Ост-Індії островом Хальмахера (зокрема, відігравав важливу роль у постачанні японських сил на заході Нової Гвінеї) та важливим транспортним хабом у Манілі.
До складу конвою увійшли транспорти «Акагісан-Мару», «Коан-Мару», «Сорачі-Мару», «Широганесан-Мару» (Shiroganesan Maru), «Йозан-Мару» (Yozan Maru), «Тайю-Мару» (Taiyu Maru) та «Йошида-Мару № 3» (Yoshida Maru No. 3). Охорону забезпечували мисливець за підводними човнами CH-21, патрульні кораблі PB-102 та PB-104, переобладнаний канонерський човен «Казан-Мару» та переобладнаний сітьовий загороджувач «Корей-Мару». Крім того, разом з конвоєм вийшли есмінець «Цуга» та мисливець за підводними човнами CH-38.
11 червня 1944-го загін вийшов із затоки Кау (глибоко вдається в острів Хальмахера з півночі), а 12 червня «Цуга» та CH-38 відокремились та попрямували до Давао (південне узбережжя острова Мінданао).
14 червня 1944-го в північній частині моря Сулавесі конвой перехопив американський підводний човен USS Rasher, якому вдалось потопити «Коан-Мару».
15 червня 1944-го загін прибув до Голо (центральна частина архіпелагу Сулу), а 17 червня рушив на північ та 20 червня досягнув Маніли.